# المعينة (جحانة)

تعديل مصدري - تعديل

المعينة هي إحدى قرى عزلة مسور بمديرية جحانة التابعة لمحافظة صنعاء، بلغ تعداد سكانها 466 نسمة حسب تعداد اليمن لعام 2004.